# 오이와케정
오이와케정(일본어: 追分町)은 일본 홋카이도 남부,  이부리 지청 관내 유후쓰군에 존재했던 정이다.

## 역사
- 1906년 - 2급정촌제 시행으로 아바라촌에.
- 1923년 - 1급정촌제를 시행하였다.
- 1952년 - 오이와케촌이 분촌에 의해 성립하였다.
- 1953년 - 정으로 승격해 오이와케정이 되었다.
- 2006년 - 하야키타정과 신설합병해 아바라정이 성립하였다.

## 교통

### 철도
- 홋카이도 여객철도
  - 무로란 본선
  - 세키쇼 선

### 도로
- 도토 자동차도 (오이와케 나들목)
- 국도 234호선